# Lucyna Pietrzyk
Lucyna Pietrzyk (ur. 25 grudnia 1956 w Radomiu) – polska policjantka, posłanka na Sejm II kadencji.

## Życiorys
Ukończyła w 1986 studia na Wydziale Prawa i Administracji Uniwersytetu Jagiellońskiego. Pracowała zawodowo jako policjantka.
W 1993 uzyskała mandat posłanki na Sejm II kadencji. Została wybrana w okręgu Radom z listy Polskiego Stronnictwa Ludowego. Zasiadała w Komisji do Spraw Służb Specjalnych, Komisji Administracji i Spraw Wewnętrznych, Komisja Regulaminowa i Spraw Poselskich, komisjach nadzwyczajnych i dwunastu podkomisjach. W 1997 nie została ponownie wybrana.
Po wycofaniu się z działalności politycznej wróciła do pracy w policji. Objęła funkcję naczelnika Wydziału Postępowań Administracyjnych w Biurze Prawnym Komendy Głównej Policji. Później została wiceprzewodniczącą (według statutu wicemarszałkiem) Stowarzyszenia Parlamentarzystów Polskich.
Odznaczona Złotym Krzyżem Zasługi (1999).